# Georges de Castellane
Le comte Georges de Castellane (Georges Gustave Marie Antoine Boniface Charles), né à Paris 7e le 29 décembre 1897 et mort le 21 septembre 1944, est un aristocrate français, fils de Boni de Castellane.

## Biographie
Georges de Castellane est le fils cadet de Boniface de Castellane, célèbre élégant dépeint par Marcel Proust et ses contemporains, et de son épouse, née Anna Gould, richissime héritière américaine, qui divorcent en 1908. Les enfants Castellane sont élevés ainsi en partie par leur beau-père, le duc de Talleyrand-Périgord, qui se trouve être également le cousin de leur père. Ils ont un demi-frère, Howard de Talleyrand-Périgord (1909-1929) qui se suicide et une demi-sœur, Violette de Talleyrand-Périgord (1915-2003), future comtesse de Pourtalès, puis Mme Gaston Palewski, dernière du nom.
Georges de Castellane fait de bonnes études et entre à l'École spéciale militaire de Saint-Cyr. Il est officier de cavalerie pendant la Première Guerre mondiale et combat courageusement, car il reçoit la Croix de guerre avec citations. Après la guerre, il travaille dans la banque. Il épouse une héritière argentine de vingt-deux ans en 1923, Florinda Fernández de Anchorena, qui lui donne une fille, Diane (1927-2007), qui se marie en 1948 avec Philippe de Noailles (1922-2011), duc de Mouchy.
Son petit-fils Alexis vicomte de Noailles (né en 1952) épouse Diane d'Orléans, fille aînée de Jacques d'Orléans, dont postérité.
Lorsque la Seconde Guerre mondiale éclate, il combat de nouveau et en tant que capitaine, sous les ordres du général d'armée Gaston Billotte. Il est en Argentine, pays de son épouse en 1943, et meurt dans un accident d'avion en 1944.

## Armoiries
| Figure | Blasonnement                                                                                      |
|        | De gueules, à la tour donjonnée de 3 pièces d'or, maçonnée de sable, celle du milieu plus élevée. |